# Shimane (prefektura)
Shimane (japanski: kanji 島根県, romaji: Shimane-ken) je prefektura u današnjem Japanu. 
Nalazi se na sjeverozapadnoj obali južnog dijela otoka Honshūa. Nalazi se u chihōu Chūgokuu.
Glavni je grad Matsue.
Organizirana je u 5 okruga i 19 općina. ISO kod za ovu pokrajinu je JP-32.
11. listopada 2011. u ovoj je prefekturi živjelo 712.336 stanovnika.
Simboli ove prefekture su cvijet drvne peonije (Paeonia suffruticosa), drvo japanskog crnog bora (Pinus thunbergii), ptica žutokljuni labud (Cygnus cygnus) te riba afrička poletuša (Parexocoetus brachypterus).